# Socket 8
Il Socket 8 fu un socket utilizzato esclusivamente per le CPU Intel Pentium Pro e per i Pentium II OverDrive. Venne abbandonato a favore dello Slot 1 quando Intel lanciò il Pentium II, perché tale processore prevedeva una cache L2 non integrata nel core ma saldata sulla SECC (una schedina contenente core e cache L2 che si inseriva nella Motherboard per mezzo di uno slot).
La Powerleap ha prodotto un adattatore Socket 370 che consente di usare i processori Celeron basati su core Mendocino e Coppermine (solo modelli con fsb a 66 MHz) sulle schede madri Socket 8.